# Provenierssingel

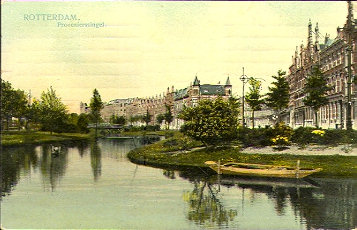
Provenierssingel in Rotterdam in 1908

De Provenierssingel is een singel in Rotterdam in de Provenierswijk, direct ten noorden van het Centraal Station. De Provenierssingel loopt van het Proveniersplein tot de Schiekade.

## Geschiedenis
De Provenierssingel werd aangelegd als onderdeel van het uitbreidingsplan van Gerrit de Jongh uit 1883. De aanleg van de Provenierssingel vond plaats in 1895 en 1896 naar een ontwerp van de gemeentelijke tuinarchitect D.G. Vervooren. Tegelijk met de Provenierssingel werd ook voor het doorgaande verkeer de Proveniersstraat aangelegd, die aansloot op de Teilingerstraat. De Provenierssingel werd daarom een rustige singel. De bebouwing is voornamelijk gerealiseerd in de stijl van de neorenaissance.
De naam Provenierssingel verwijst naar het Proveniershuis, dat aan de Schiekade stond en in 1898 werd gesloopt. Dit huis begon als leprozenhuis in de 15e eeuw.

## Anno 2007

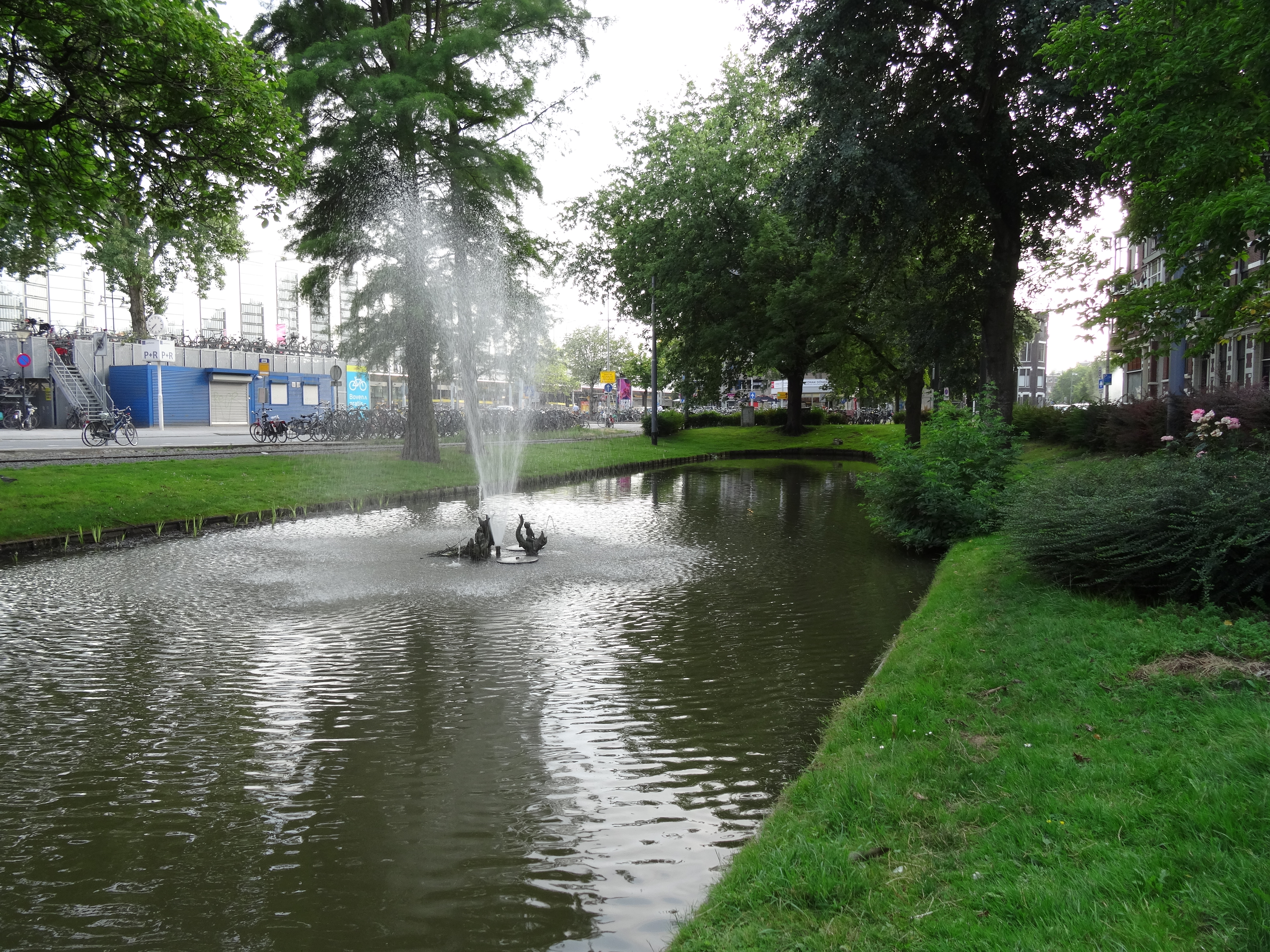
Provenierssingel

De Provenierssingel vormt samen met de Spoorsingel een groene long in het dichtbebouwde Provenierswijk. De oude bebouwing is grotendeels bewaard gebleven, in tegenstelling tot de omliggende straten, waar veel nieuwbouw in het kader van de stadsvernieuwing heeft plaatsgevonden. De bewonersvereniging van de Provenierssingel is actief bij het onderhoud van het groen van de singel betrokken.